# Schottenkloster Würzburg
Das Schottenkloster Würzburg (Kloster St. Jakob) oder Kloster zu den Schotten war eine Abtei der Benediktiner in Würzburg in Bayern in der Diözese Würzburg.

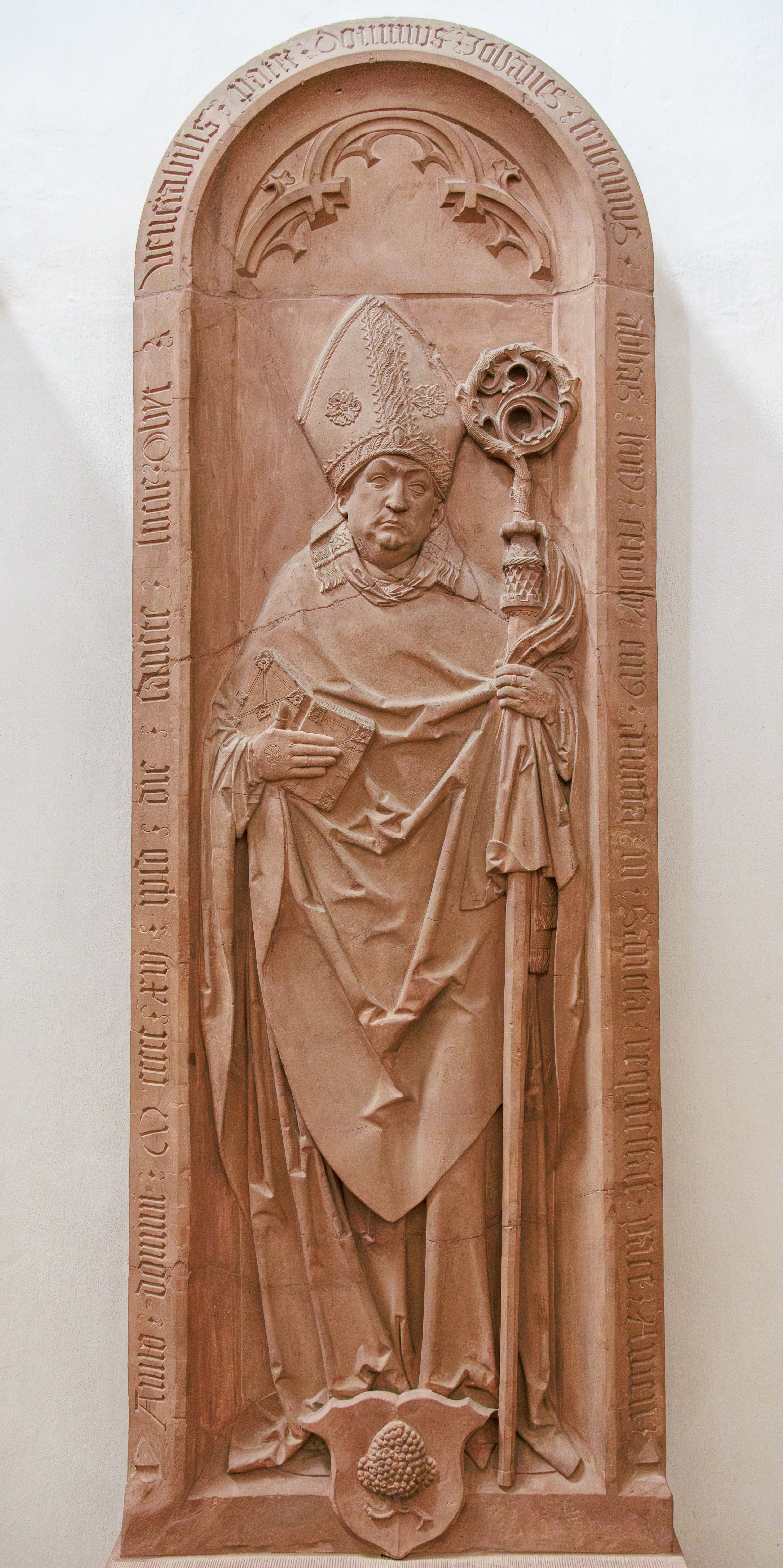
Epitaph des Johannes Trithemius, Tilman Riemenschneider. Seit 1825 in Neumünster

## Geschichte

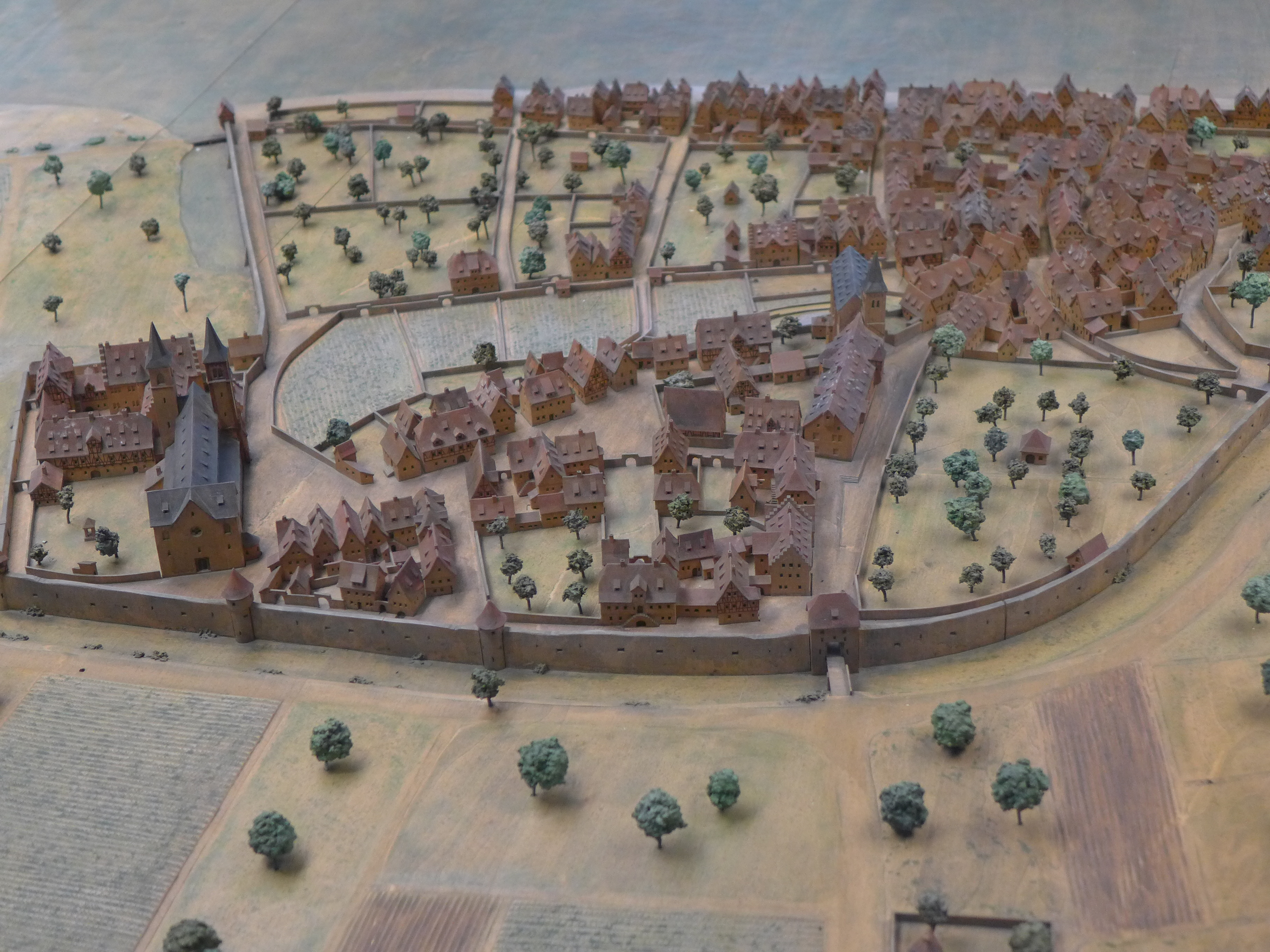
Modell des Würzburger Schottenklosters (links) und der Würzburger Deutschhauskirche (rechts) um das Jahr 1525

Das St. Jakobus d. Ä. geweihte Kloster wurde 1139 durch den Würzburger Bischof Embricho auf der linken Mainseite als dritte Benediktinerabtei Würzburgs gegründet. Erster Abt des Konvents St. Jakob war der Iroschotte Macarius. Der Humanist Johannes Trithemius (1462–1516) hatte dieses Amt von 1506 bis zu seinem Tode inne.
Ab dem 12. Jahrhundert bestand ein gutes Verhältnis zu den Rittern von Leinach. So erhielt es ab 1186 von Conrad von Leinach und seinem Bruder Herold jährlich einen Malter Weizengült von einem Weinberg in Unterleinach (bzw. „Niedernleinach“).
Im Zuge der Säkularisation im Jahr 1803 wurde das Kloster aufgelöst. In dem Klostergebäude wurde zunächst ein Garnisonslazarett untergebracht. Die Klosterkirche wurde anfangs als Militärmagazin und ab 1904 als Garnisonkirche genutzt.
Nach dem Zweiten Weltkrieg kauften und übernahmen die Salesianer Don Boscos das bombenzerstörte Areal, den Schottenanger, wo sie 1951 ein neues Jugendheim einweihten. 1955 wurde die „Schottenkirche“ als Don-Bosco-Kirche unter dem Patrozinium des Heiligen Johannes Bosco und unter Leitung von Albert Boßlet neu aufgebaut.
Die Reliquien des seligen Macarius sind nach der Profanierung der Schottenkirche in der Marienkapelle untergebracht worden.

## Äbte
| - Macarius, 1139–1153 - Christian, 1153–1179 - Eugene, 1179–1197 - Gregory, 1197–1207 - Matthew, 1207–1215 - Teclan, 1215–1217 - Elias I., 1217–1223 - Celestine, 1223–1234 - Gerard, 1234–1242 - John I., 1242–1253 - John II., 1253–1274 - Maurice I., 1274–1298 - Joel, 1298–1306 - Elias II., 1306–1318 - John III., 1318–1335 - Michaeas, 1335–1341 - Rynaldus, 1342 - Philipp I., 1342–1361 - Donaldus, 1361–?, † 1385 - Henry, 1379 | - Maurice II., 1381?–1388? - Timothy, 1388?–1399 - Imar, 1399–1409? - Rutger, 1409?–1417 - Thomas I., 1417–1437 - Roricus, 1437–1447 - Alanus, 1447–1455 - Maurice III., 1455–1461 - John IV., 1461–1463 - Otto, 1463–1465 - Thaddeus, 1465–1474 - David, 1474–1483 - Thomas II., 1483–1494 - Edmund, 1494–1497 - Philipp II., 1497 - Kilian Crispus, 1504–1506 - Trithemius, 1506–1516 - Matthias, 1516–1535 - Erhard Jani, 1535–1542 - Michael Stephan, 1542–1547 | - Richard Irvin, 1595–1598 - John Whyte, 1598–1602 - Francis Hamilton, 1602–1614 - William Ogilvie, 1615–1635 - Robert Forbes, 1636–1637 - Audomarus Asloan, 1638–1661 - Maurus Dixon, 1661–1679 - Bernard Maxwell, 1679–1685 - Marianus Irvin, 1685–1688 - Ambrose Cook, 1689–1703 - Augustine Bruce, Prior 1703–1713, Abt 1713–1716 - Maurus Strachan, 1716–1737 - Augustine Duff, 1739–1753 - Placidus Hamilton, 1756–1763 |